# 深堀游亀
深堀 游亀（ふかぼり ゆうき、1895年9月12日 - 1952年11月21日）は、日本の陸軍軍人。最終階級は陸軍中将。東京市出身。

## 経歴
- 1909年（明治42年） - 陸軍中央幼年学校入校（第13期）
- 1912年（明治45年） - 同校卒業、陸軍中央幼年学校本科入校
- 1914年（大正3年）- 同校卒業、陸軍士官学校入校（第28期）
- 1916年（大正5年） - 同校卒業、近衛歩兵第2連隊、見習士官。12月  陸軍歩兵少尉任官
- 1918年（大正7年） - 11月、第7師団司令部（金沢）､シベリア出兵従軍
- 1919年（大正8年） - 4月、第14師団司令部（名古屋）
- 1920年（大正9年） - 4月、陸軍歩兵中尉､原隊復帰
- 1921年（大正10年） - 8月、ロシア語習得のため、1年間ハルビン留学
- 1923年（大正12年） - 4月、陸軍参謀本部の招きで来日したポーランド陸軍のヤン･コワレフスキー大尉の元で臨時派遣ロシア語将校として暗号指針を学ぶ。9月、陸軍士官学校ロシア語教官
- 1925年（大正14年） - 12月、陸軍大学校入校（第40期）
- 1926年（大正15年） - 12月、陸軍歩兵大尉
- 1928年（昭和3年） - 12月、陸軍大学校卒業、近衛歩兵第2連隊中隊長
- 1930年（昭和5年）- 8月、第16師団参謀、満州遼陽に派遣される
- 1931年（昭和6年） - 4月、内地帰還。第16師団（京都）参謀。8月、陸軍歩兵少佐
- 1932年（昭和7年）- 5月、陸軍参謀本部ロシア班
- 1933年（昭和8年）- 4月、在ソビエト連邦・ノヴォシビルスク領事館勤務
- 1934年（昭和9年） - 4月 陸軍歩兵学校教官兼研究部主事
- 1935年（昭和10年） - 4月、歩兵第49連隊第1大隊長（甲府）
- 1936年（昭和11年） - 2月、二・二六事件発生、甲府より鎮圧部隊として愛宕山に出動。3月朝鮮軍参謀。8月、陸軍歩兵中佐
- 1937年（昭和12年） - 11月、支那派遣軍司令部報道部長として南京入城[1]
- 1938年（昭和13年） - 3月、関東軍司令部。7月、陸軍歩兵大佐、第4軍参謀（満州牡丹江）
- 1939年（昭和14年） - 4月、近衛歩兵第2連隊長。11月、同連隊を率いて南寧作戦に従軍
- 1940年（昭和15年） - 5月、公主嶺歩兵教導連隊長兼教官
- 1941年（昭和16年）- 11月、牡丹江特務機関長
- 1942年（昭和17年） - 8月、陸軍少将
- 1943年（昭和18年） - 6月、ニューギニア・ティモール島守備第48師団歩兵団長
- 1944年（昭和19年） - 3月、第2方面軍附ニューギニア･マノクワリ支隊長[2]
- 1945年（昭和20年） - 2月、第2方面軍参謀長。5月陸軍中将、東部軍管区司令部。7月、第322師団長に親補。8月、大本営参謀。12月復員

1947年（昭和22年）11月28日、公職追放仮指定を受けた。

## 受章等
- 位階：　従三位功四級
- 勲位：　勲二等瑞宝章

## 親族
- 父:深堀順蔵　陸軍中佐　（旧5期）
- 義兄:福島格次　陸軍少将　（陸士14期、陸大25期）
- 義弟:奈良晃　陸軍中将　（陸士23期、陸大32期）
- 義弟:伊藤忍　陸軍中将　（陸士27期、陸大35期）